# Lake Worth Beach
Lake Worth Beach ist eine Stadt im Palm Beach County in Florida. Der Stadtname stammt von William J. Worth, einem früheren US-General. Das U.S. Census Bureau hat bei der Volkszählung 2020 eine Einwohnerzahl von 42.219 ermittelt. 
Im Jahr 2019 wurde die Stadt von Lake Worth in Lake Worth Beach umbenannt.

## Geographie
Die Koordinaten von Lake Worth Beach sind: 26° 37′ 11″ N, 80° 3′ 31″ W. Die Stadt liegt sieben Meilen entfernt von West Palm Beach und 60 Meilen nördlich vom Stadtkern von Miami. Die Stadt hat ein Gebiet von 16,7 km², davon sind 14,6 km² Landfläche und 2,1 km² Wasserfläche.

## Demographische Daten
Laut der Volkszählung 2010 verteilten sich die damaligen 34.910 Einwohner auf 16.473 Haushalte. Die Bevölkerungsdichte lag bei 2391,1 Einw./km². 60,0 % der Bevölkerung bezeichneten sich als Weiße, 19,8 % als Afroamerikaner, 5,6 % als Indianer und 1,0 % als Asian Americans. 9,0 % gaben die Angehörigkeit zu einer anderen Ethnie und 4,6 % zu mehreren Ethnien an. 39,6 % der Bevölkerung bestand aus Hispanics oder Latinos.
Im Jahr 2010 lebten in 30,1 % aller Haushalte Kinder unter 18 Jahren sowie 22,1 % aller Haushalte Personen mit mindestens 65 Jahren. 53,8 % der Haushalte waren Familienhaushalte (bestehend aus verheirateten Paaren mit oder ohne Nachkommen bzw. einem Elternteil mit Nachkomme). Die durchschnittliche Größe eines Haushalts lag bei 2,65 Personen und die durchschnittliche Familiengröße bei 3,37 Personen.
24,8 % der Bevölkerung waren jünger als 20 Jahre, 32,3 % waren 20 bis 39 Jahre alt, 27,3 % waren 40 bis 59 Jahre alt und 15,7 % waren mindestens 60 Jahre alt. Das mittlere Alter betrug 35 Jahre. 54,0 % der Bevölkerung waren männlich und 46,0 % weiblich.
Das durchschnittliche Jahreseinkommen lag bei 37.288 $, dabei lebten 27,8 % der Bevölkerung unter der Armutsgrenze.
Im Jahr 2000 war Englisch die Muttersprache von 56,61 % der Bevölkerung, spanisch sprachen 26,57 % und 16,82 % hatten eine andere Muttersprache.

## Sehenswürdigkeiten
Folgende Objekte sind im National Register of Historic Places gelistet:
- College Park Historic District
- Gulf Stream Hotel
- Historic Old Town Commercial District
- Old Lake Worth City Hall
- Old Lucerne Historic Residential District
- Osborne School

## Bildung
Die Lake Worth High School ist die zweitälteste High School des Palm Beach Countys.

## Verkehr
Lake Worth Beach liegt an der in Nord-Süd-Richtung verlaufenden Interstate 95. Weitere im Stadtgebiet verlaufene Straßen sind der U.S. Highway 1 sowie die Florida State Roads A1A und 802.
Außerdem besitzt die Stadt einen Haltepunkt an der von der Tri-Rail betriebenen Bahnstrecke von Mangonia Park zum Flughafen Miami.
Mit dem Flugzeug ist die Stadt international über die folgenden Flughäfen zu erreichen: Den Palm Beach International Airport bei West Palm Beach, den Fort Lauderdale-Hollywood International Airport bei Fort Lauderdale sowie den Miami International Airport bei Miami.

## Kriminalität
Die Kriminalitätsrate lag im Jahr 2018 mit 466 Punkten (US-Durchschnitt 266) höher als in 94 % der amerikanischen Städte. Es gab vier Morde, 39 Vergewaltigungen, 134 Raubüberfälle, 192 Körperverletzungen, 242 Einbrüche, 784 Diebstähle, 127 Autodiebstähle und acht Brandstiftungen.

## Persönlichkeiten
- Matthew Cetlinski (* 1964), Schwimmer